# 郭巷街道
郭巷街道，是中华人民共和国江苏省苏州市吴中区下辖的一个乡镇级行政单位。

## 行政区划
郭巷街道下辖以下地区：
双浜社区、姜庄社区、尹山社区、黄潦泾社区、国泰社区、戈湾社区、徐浜社区、独墅湖社区、马巷社区、姜家社区、官浦社区、国香园社区、湖岸社区和湖滨社区。